# Tessa ter Sluis
Tessa ter Sluis (* 16. Januar 1995 in Sint Willebrord) ist eine niederländische Squashspielerin.

## Karriere
Tessa ter Sluis ist seit 2014 auf der PSA World Tour aktiv. Ihre beste Platzierung in der Weltrangliste erreichte sie mit Rang 61 im November 2021. Mit der niederländischen Nationalmannschaft nahm sie 2016 an der Weltmeisterschaft teil. Auch bei Europameisterschaften gehörte sie mehrmals zum Kader. 2017 vertrat sie die Niederlande bei den World Games, bei denen sie in der ersten Runde ausschied. 2017 wurde sie niederländische Meisterin.
Ihr Bruder Marc ter Sluis ist ebenfalls Squashspieler.

## Erfolge
- Niederländische Meisterin: 2017